# Třída Moltke
Třída Moltke sestávala ze dvou bitevních křižníků SMS Moltke a SMS Goeben, postavených v letech 1909 až 1911 pro německé císařské námořnictvo. Jednalo se o upravený design předchozího bitevního křižníku SMS Von der Tann.

## Vývoj
V květnu 1907 se Reichs Marine Amt (Říšský úřad námořnictva) rozhodl pro následovníka SMS Von der Tann. Bylo rozhodnuto, že nová konstrukce by měla být větší, s větším počtem děl hlavní ráže a nejméně tak dobře pancéřovaná jako její předchůdce, což jí mělo umožnit působit spolu s bitevními loděmi hlavního loďstva. Rychlost měla být nejméně 24,5 uzlů (45,4 km/h).
Dvě nové lodě, které měly být postavené podle tohoto návrhu, byly objednány jako Kreuzer G a Kreuzer H v roce 1909 v loděnici Blohm & Voss v Hamburku, ve které se právě stavěl SMS Von der Tann. Nové lodě se tak měly začít stavět dříve, než bude možnost získat poznatky z operačního nasazení prvního bitevního křižníku Kaiserliche Marine. Kreuzer G byl přijat do služby 30. září 1911 jako SMS Moltke a Kreuzer H ho následoval 2. července 1912 jako SMS Goeben. Každá loď přišla na přibližně 42,6 miliónů Marek.

## Provedení

### Výzbroj
Od předchozí konstrukce SMS Von der Tann se obě lodě lišily na první pohled zejména hlavní výzbrojí, tvořenou deseti děly 28 cm SK L/50 umístěnými po dvou v pěti dělových věžích Drh LC/1908. Přední a dvě středové dělové věže byly rozmístěny stejně jako u předchůdce, ale dělovou věž na zádi doplnila ještě jedna — pátá — v superpozici. Toto rozmístění výzbroje bude později zopakováno i u následujícího bitevního křižníku (a poslední předválečné konstrukce) SMS Seydlitz. Od něj se třída Moltke dá na první pohled rozlišit díky průběžné přední palubě.
Každá věž Drh LC/1908 vážila 444,5 tun a byla obsluhována 70 muži. Pět muničních komor pojalo až 810 střel (po 162 střelách v každé), přičemž skladiště projektilů APC L/3,1 bylo pod skladištěm prachových náloží RPC/12. Každé dělo mohlo střílet teoretickou rychlostí až tří ran za minutu a dopravit 302 kg vážící protipancéřový projektil s úsťovou rychlostí 880 m/s na vzdálenost 18 100 m při maximální elevaci 13,5° (po roce 1915 byl dostřel zvětšen na 19 100 m díky zvětšení maximální elevace hlavní na 16° a u SMS Goeben po roce 1918 pak dokonce na 21 700 m při elevaci 22,5°). Během bitvy u Dogger Banku pak dokázal jejich projektil prorazit boční pancíře britských bitevních křižníků o tloušťce 127 a 152 mm.
Střední dělostřelectvo tvořilo dvanáct děl 15 cm SK L/45 umístěných po jednom v kasematech MPL C/06 (SMS Goeben nesl po roce 1915 pouze deset těchto děl), doplněných stejným počtem 8,8 cm SK L/45 umístěných v kasematech MPL C/01-06 na přídi, zádi (před zadními dělovými věžemi) a hlavní a zadní nástavbě.
Hlavňovou výzbroj doplňovaly čtyři podhladinové torpédomety ráže 500 mm, pro které bylo k dispozici celkem 11 torpéd G7. Po jednom torpédometu bylo umístěno na přídi a zádi v ose plavidla a po jednom torpédometu na každém boku těsně před první dělovou věží.

### Pancéřování
Pancéřování u nové třídy bylo silnější, než u původní konstrukce SMS Von der Tann. I tady byla použita Kruppova cementovaná a niklovaná ocel. Hlavní pancéřový pás měl 100 mm na přídi a zádi, ale ve středu trupu dosahoval až 270 mm. Kasematy děl střední ráže byly chráněny 150mm pancířem na bocích a 30mm pancéřováním stropu. Přední nástavba byla chráněna 350 mm silným pancířem a zadní 200 mm. Dělové věže Drh LC/1908 chránil 230 mm silný pancíř na čelní straně věže, 180 mm na bocích a 90 mm strop. Pancéřová paluba měla 50 mm a to i na zešikmené části. Protitorpédová obšívka měla tloušťku 50 mm tam, kde bylo třeba chránit dělostřelecké barbety a jinak na ostatních místech měla 30 mm

## Služba
Během I. světové války měly obě lodě rozdílný osud. SMS Moltke se zúčastnil několika operací v Severním moři, včetně bitvy u Dogger Banku (24. leden 1915), Jutska/Skagerraku (31. květen a 1. červen 1916) a okrajově i druhé bitvy u Helgolandské zátoky (17. listopad 1917). Po válce byl potopen vlastní posádkou ve Scapa Flow.
Naopak SMS Goeben zastihla Světová válka ve Středomoří, kde napřed uštědřil políček Royal Navy, jejíž bitevní křižníky nedokázaly německý bitevní křižník zadržet a ten odplul do Istanbulu. Tam byl formálně předán tureckému námořnictvu a přejmenován na Yavuz Sultan Selim. Přispěl ke vstupu Turecka do války na straně Německa, podnikal výpady proti lodím Dohody u Dardanel a v Egejském moři a také proti Rusům na Černém moři. V roce 1936 byl přejmenován na Yavuz a v roce 1954 přesunut do rezervy. Sešrotován byl v roce 1973 jako nejdéle sloužící bitevní křižník, nejdéle sloužící dreadnought, poslední loď z německého císařského námořnictva a poslední bitevní křižník NATO (identifikační kód NATO „370“ mu byl přidělen v roce 1952).